# 南京理工大学紫金学院
南京理工大学紫金学院，是南京理工大学举办的普通全日制本科独立学院，具有独立法人资格，以董事会作为最高决策机构，实行民办普通本科教育。
学院新校区位于南京仙林大学城，开设机械系、电光系、经管系、人文系、计算机系和基础教学系。

## 历史
- 1999年，由国家兵器工业总公司和江苏省教委批准成立公有民办二级学院；
- 2004年，改办独立学院。